# Honghuagang
Honghuagang är ett stadsdistrikt och säte för stadsfullmäktige i Zunyi i Guizhou-provinsen i sydvästra Kina.
1. ↑  http://www.geohive.com/cntry/CN-52_ext.aspx